# Disney's Tarzan (видео-игра)
Дизнијев Тарзан (енг. Disney's Tarzan) је платформска видео игра, коју је развила компанија Еуроком (енг. Eurocom), а издао ју је Сони Компијутер Ентертемјент (енг.  Sony Computer Entertainment). Године 1999. видео игра је изашла за рачунаре и за плејстејшн један, а за Нинтендо 64 је изашла 2000. године. Конами (енг. Conamy) је издао игру за Јапан. Постоји и одређена верзија ове игре за Гејм Бој Колор.

## Радња
Играч има контролу над Тарзаном, човеком којег су одгајиле гориле. Игра се састоји од два дела: првог у коме је Тарзан мали (првих неколико нивоа) и другог у којем је Тарзан младић (остатак игре). Кроз игру играч може да управља са Џејн и са Терком. Игра прати причу из анимираног филма ,,Тарзан". У суштини видео игра прати одрастање Тарзана и његову борбу против ловца Клејтона. 

## Игривост
Видео игра је намењена претежно млађим играчима, због своје тематике. Ова игра доста подсећа на Донки Конг (енг. Donkey Kong). Графика је 2Д, али позадина која је постављена једна испред друге, приликом кретања камере, ствара утисак да је игра 3Д. Боје су лепе и веселе, а највише доминира браон и зелена боја.
Кроз нивое доминира скакање, љуљање на лијанама, клизање по дрвећу итд. Играч може да сакупља новчиће, који доносе нове животе, или делове папира који доносе бонус нивое. Сакупљањем слова која дају реч ТАРЗАН, играч може да одгледа инсерте из истоименог филма. 
Непријатељи су јако разнолики, ту спадају најпре разне животиње, а у каснијим нивоима су ловци. Помагала у борби су воће, нож и у једном нивоу копље.